# Capuanus (månekrater)
Capuanus er et nedslagskrater på Månen. Det befinder sig på Månens forside langs den sydlige rand af Palus Epidemiarum. Det er opkaldt efter den italienske astronom F. Capuano di Manfredonia (ca. 1400 – ?).
Navnet blev officielt tildelt af den Internationale Astronomiske Union (IAU) i 1970. 

## Omgivelser
Nord for Capuanuskrateret findes den vestlige arm af den brede rille Rima Hesiodus, som løber mod øst-nordøst. Mod vest-nordvest liger Ramsdenkrateret, og mellem Capuanus og Ramsden ligger det system af krydsende riller, som hedder Rimae Ramsden. 

## Karakteristika
Capuanuskraterets ydre rand er eroderet og indskåret af mindre nedslag og med indhak i randen mod nord, vest og syd. Kraterbunden er senere dækket af et lag basaltisk lava, som står i forbindelse med det omgivende mare gennem en snæver, kraterformet åbning i den nordlige rand. Bunden er særlig bemærkelsesværdig ved at udvise et antal domer, som menes at være dannet ved vulkansk aktivitet.
Randen når sin maksimale højde langs den vestlige side, hvor den slutter sig sammen med højderygge langs marets kant. Mod nordøst falder randen ned til næsten at være i niveau med overfladen og danner næppe mere end en kurvet højderyg. Der ligger et kraterpar over den sydøstlige rand.

## Satellitkratere
De kratere, som kaldes satellitter, er små kratere beliggende i eller nær hovedkrateret. Deres dannelse er sædvanligvis sket uafhængigt af dette, men de får samme navn som hovedkrateret med tilføjelse af et stort bogstav. På kort over Månen er det en konvention at identificere dem ved at placere dette bogstav på den side af satellitkraterets midte, som ligger nærmest hovedkrateret. Capuanokrateret har følgende satellitkratere:
| Capuanus | Længde  | Bredde  | Diameter |
| -------- | ------- | ------- | -------- |
| A        | 34,7° S | 25,6° V | 13 km    |
| B        | 34,3° S | 27,7° V | 11 km    |
| C        | 34,9° S | 25,3° V | 10 km    |
| D        | 36,4° S | 26,2° V | 22 km    |
| E        | 37,5° S | 27,1° V | 29 km    |
| F        | 36,9° S | 26,6° V | 8 km     |
| H        | 39,4° S | 27,2° V | 4 km     |
| K        | 37,9° S | 26,5° V | 9 km     |
| L        | 38,3° S | 26,3° V | 11 km    |
| M        | 37,5° S | 25,6° V | 7 km     |
| P        | 35,3° S | 28,3° V | 78 km    |

## Måneatlas
- Billeder af Capuanuskrateret i LPI-måneatlasset